# Max Clarenbach
Max Clarenbach, ou Maximilien Clarenbach (né le 19 mai 1880 à Neuss et mort le 9 juillet 1952 à Wittlaer), est un peintre allemand de l'école de Düsseldorf et, en tant que cofondateur du Sonderbund à Düsseldorf, l'un des représentants les plus importants de la peinture rhénane du début du XXe siècle. Son style de peinture nuancé est principalement influencé par les impressionnistes français.

## Enfance et études à l'Académie des beaux-arts de Düsseldorf
Max Clarenbach est né à Neuss, le deuxième de six enfants. Son père, Alfred Hugo Clarenbach, change souvent d'emploi et ne dépasse jamais le statut de commis ; en tant que profession, il est commerçant ou vendeur. La mère de Clarenbach, Selma Hedwig Dorothea, née Koenen, travaille comme femme de ménage. La famille vit dans de mauvaises conditions. Sa mère décède en donnant naissance à son dernier enfant en 1890 et deux ans plus tard, Clarenbach est orphelin lorsque son père décède également. Dès lors, Max et ses frères et sœurs grandissent avec leurs grands-parents maternels. Dans son enfance, Clarenbach peint souvent la ville dans laquelle il vit et surtout le port.
Andreas Achenbach reconnaît très tôt le talent du garçon de 13 ans. Clarenbach est accepté dans la classe élémentaire à l'Académie des beaux-arts de Düsseldorf, où il est formé par Heinrich Lauenstein et Arthur Kampf. De 1893 à 1895, il étudie avec Gustav Wendling. En plus de ses études, il travaille dans la fabrique de carton de son oncle afin de pouvoir s'offrir ses accessoires de peinture et de dessin. À cette fin, il est promu par le marchand de Neuss Franz Hessemann à partir de la seconde moitié des années 1990. Au cours de ses études à l'âge de 15 ans, il part en voyage d'études en Zélande néerlandaise en 1895. En 1897, il est accepté dans la classe d'Eugen Dücker, où il devient élève privé. En 1899, Clarenbach est le seul étudiant de l'académie à participer à la 2e grande exposition internationale d'aquarelle. Pendant ce temps, il vit dans le Brands-Jupp-Lokal pendant deux semaines. Pendant ce temps, il crée ses premières aquarelles du Rheinauen près de Wittlaer. Pendant ces deux semaines, il profite de la vue sur le Rhin et les pâturages face au Rhin, qui deviennent des motifs forts dans ses œuvres.

## Début de sa carrière
En 1902, il fait sa première grande percée à l'exposition commerciale de Düsseldorf avec son œuvre Der stille Tag. L'année suivante, il reçoit la Grande Médaille d'Or d'Autriche à Vienne. Après ces premiers succès d'exposition, il termine ses études à Düsseldorf en 1903, épouse Alice Eitel (1880-1938) de Düsseldorf et s'installe à Bockum, où il travaille à partir de 1901 au Honnenhof dans l'ancien atelier Kampf. Pendant ce temps, Clarenbach développe une affection particulière pour le paysage entre Kaiserswerth et Bockum, de l'intérieur du Rhin à Kalkum et Angermund, qu'il dessine souvent, peint, gravé et lithographié.
Entre 1903 et 1912, Clarenbach participe très activement au commerce des expositions et à partir de 1904, il est membre du jury de l'Exposition nationale d'art allemande à Düsseldorf, à partir de 1907, il fait partie de la commission préparatoire.

## Création du Sonderbund
En 1908, Clarenbach, avec les anciens élèves de l'académie Julius Bretz, August Deusser, Walter Ophey, Wilhelm Schmurr et les frères Alfred et Otto Sohn-Rethel, organise les premières expositions dont le but est de faire bouger l'art de Düsseldorf, d'où émerge le Sonderbund, fortement influencé par les impressionnistes français, en 1909. Au sein du Sonderbund, Clarenbach expose avec ses collègues de Düsseldorf et des impressionnistes français tels que Monet, Van Gogh, Gauguin et Cézanne à Cologne et Düsseldorf entre 1909 et 1912. En 1915, le Sonderbund se dissous de nouveau en raison de désaccords et de différends entre les membres du conseil d'administration du jury.

## Motifs et influence
Outre les motifs hivernaux qu'il apprécie particulièrement, Clarenbach sait aussi observer les autres saisons de l'année d'un point de vue atmosphérique. Alors qu'au départ le paysage de la Basse-Rhénanie est au centre de son œuvre, il peint plus tard également dans le Westerwald, le Pays de Berg, la vallée de la Ruhr, et à partir de 1912 souvent dans le Sauerland. Même si la peinture de paysage est toujours restée au centre de son travail, des scènes de théâtre, de sport et de rue suivent entre 1923 et 1930. Des motifs de paysage du district de Düsseldorf caractérisent les peintures murales que Max Clarenbach créent avant la Première Guerre mondiale pour le bureau du président du district dans le palais présidentiel du gouvernement du district de Düsseldorf. Les séjours en Italie (1898) et dans la presqu'île de Walcheren (1899) confortent encore sa préférence pour la peinture de paysage. Comme il était d'usage pour les peintres de plein air à l'époque de Clarenbach, Clarenbach effectue de fréquents voyages aux Pays-Bas à partir de 1895. Il y peint la mer et les dunes, où il est particulièrement fasciné par le temps et l'atmosphère qu'il crée. Clarenbach est particulièrement impressionné par les orages orageux. Il s'oriente vers différents styles comme l'école de La Haye et à partir de 1905 - en raison de son séjour à Paris - l'école de Barbizon. Il est également influencé par des amis de Düsseldorf et des camarades de classe de l'académie tels qu'August Deusser, Wilhelm Schnurr, Julius Bretz et Walter Ophey. En outre, il traite l'Art Nouveau, l'Impressionnisme, la gravure sur bois japonaise, l'Expressionnisme et les Fauves ainsi que les œuvres de Giovanni Segantini. Cela aboutit au style de Clarenbach, qui a des aspects impressionnistes et décoratifs. Entre 1923 et 1930, le théâtre, les sports et les vues de rue s'ajoutent à ses motifs. Ces nouvelles œuvres sont influencées par des visites au Theaterhaus de Düsseldorf, des matchs de tennis au Rochus Club et des courses de chevaux sur les hippodromes de Neuss et de Clèves.

## Participation à la Première Guerre mondiale
En 1915, il se porte volontaire pour un service militaire alternatif en tant que comptable dans la maison de convalescence militaire de Krefeld. Peintre de guerre, il traite des conséquences de la guerre de 1916 à Slonim, en Biélorussie. Par exemple, il peint des tranchées abandonnées, des maisons détruites et le paysage détruit.

## Professeur à l'Académie des beaux-arts de Düsseldorf
Après la mort d'Eugen Dücker, Clarenbach enseigne à l'Académie des beaux-arts de Düsseldorf de 1917 à 1945. Il reprend la classe de peinture de paysage de Dücker et vit dans la maison Clarenbach depuis 1908, conçue par l'architecte Joseph Maria Olbrich sur Heckenweg (Max-Clarenbach-Weg), l'adresse d'aujourd'hui "An der Kalvey 21", avec vue sur le Rhin à Wittlaer,
En 1919, Clarenbach rejoint l'association d'artistes Malkasten et y apparaît dans des festivals dont des spectacles de cabaret, en 1929 avec Rudolf Brüning (de), Richard Gessner (de), Johannes Knubel, Werner Peiner (de), Wilhelm Schmurr et Hans Seyppel (de) avec le cabaret d'artistes « Morphium Club ». En 1936, il crée une académie de pays pour le semestre d'été à Kalkar. Clarenbach est membre de l'Association allemande des artistes.

## Sous le régime national-socialiste
Après le transfert du pouvoir des nazis, Clare Bach est à la grande exposition d'art allemand à la Maison de l'art allemand représentée à Munich. Des fiches montrent qu'Hitler s'est personnellement assuré que les œuvres de Max Clarenbach, bien que déjà acceptées, soient supprimées. Il figure sur la liste des éventuels licenciements du poste d'enseignant et figure parmi les artistes rejetés lors de la réorganisation des collections de Düsseldorf en 1937 en raison de son style de peinture impressionniste,.

## Les dernières années et son héritage
Max Clarenbach tombe malade d'un cancer et décède en 1952. Max Clarenbach est enterré dans le petit cimetière de Wittlaer. Après la mort de Clarenbach, l'ensemble de la propriété, y compris la maison et la propriété voisine, est vendue par sa seconde épouse Ellen, née Becker, afin de pouvoir payer les deux filles du premier mariage du peintre, Inge et Melitta.

## Œuvres (sélection)
- verschneiter Hafen (Galerie Paffrath)
- Winterlandschaft (Galerie Paffrath)
- Sommer am Rhein (Privatbesitz)
- Stiller Tag (1902, Kunstmuseum Düsseldorf)
- Wintersonne bei Wittlaer (Galerie Paffrath)